# هیچ‌کس نمی‌داند (فیلم ۱۹۷۰)
هیچ‌کس نمی‌داند (انگلیسی: Nobody Knows) یک فیلم ساختهٔ کشور کره جنوبی است که در سال ۱۹۷۰ منتشر شد.
یویا یاگیرا جایزه بهترین بازیگر مرد جشنواره فیلم کن سال ۱۹۷۰ میلادی را برای بازی در این فیلم دریافت کرد.